# Jean-Baptiste Bienvenu-Martin

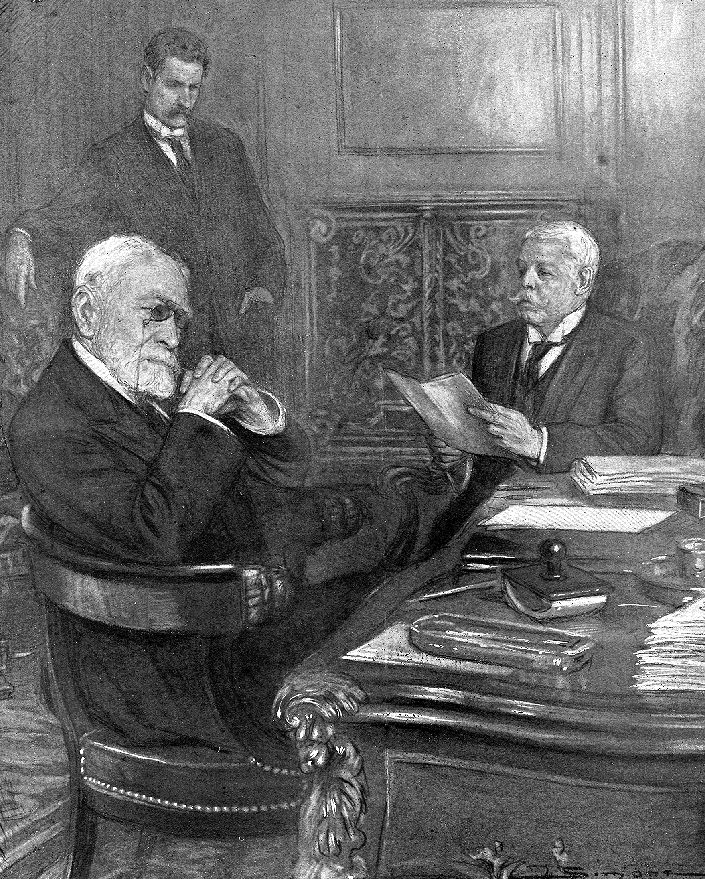
Bienvenu Martin (op de voorgrond) in gesprek met de Duitse ambassadeur(rechts). Links op de achtergrond de Franse diplomaat Philippe Berthelot.

Jean-Baptiste Bienvenu Martin (Saint-Bris-le-Vineux, 22 juli 1847 -  aldaar 10 december 1943) - soms ook foutief geschreven als Jean-Baptiste Bienvenu-Martin - was een Frans politicus van Savoyaardse oorsprong.
Jean-Baptiste Bienvenu Martin werd geboren in het departement Yonne uit een familie van Savoyaardse afkomst. Hij studeerde rechten en was aanvankelijk advocaat, voordat hij ambtenaar bij de prefectuur van de Yonne werd. In 1879 werd hij secretaris-generaal van de prefectuur, in 1885 onderprefect van Sens. Het jaar daarop kreeg hij een ambt bij de Raad van State en In 1894 werd hij directeur op het ministerie van Koloniën.  
In 1897 werd hij voor het arrondissement Auxerre in de Kamer van Afgevaardigden gekozen, als opvolger van de latere president Paul Doumer, die toen tot gouverneur-generaal van Frans Indochina was benoemd. Hij rekende zich tot de radicale linkerzijde en was in 1901 een van de stichters van de radicale partij. 
IBienvenu Martin was van 24 januari 1905 tot 13 maart 1906 minister van Onderwijs, Schone Kunsten en Erediensten in de Kabinetten-Rouvier II en III. In die hoedanigheid zette hij zijn handtekening onder de Wet op de Scheiding van Kerk en Staat (1905), waar hij zelf voor geijverd had. Nog in 1905 werd hij voor de Yonne in de Senaat gekozen.  
Van 9 december 1913 tot 9 juni 1914 was hij minister van Justitie en Grootzegelbewaarder in het Kabinet-Doumergue I en bleef die bevoegdheid houden in de eerste regering Viviani (9 juni - 26 augustus 1914). 
Hij raakte rond die tijd internationaal bekend omdat hij van 12 tot 28 juli 1914 René Viviani verving als minister van Buitenlandse Zaken, toen deze president Raymond Poincaré vergezelde voor een staatsbezoek aan Rusland. Dat gebeurde kort na de moord in Sarajevo, toen de spanning in Europa opliep. Toen Oostenrijk-Hongarije op 23 juli een ultimatum naar Servië stuurde, waardoor een oorlog tussen deze landen onvermijdelijk leek, waren Poincaré en Viviani per schip op de terugreis. Bienvenu Martin ontving toen de Duitse ambassadeur in Parijs, Wilhelm von Schoen, en maakte hem duidelijk dat Frankrijk niets zou doen om Rusland te beletten Servië ter hulp te snellen als Duitsland niet hetzelfde deed met Oostenrijk-Hongarije. Die harde houding was een belangrijke stap naar een grote Europese oorlog - de Eerste Wereldoorlog - die enkele dagen later zou uitbreken. 
Van 26 augustus 1914 tot 29 oktober 1915 was hij minister van Arbeid en Sociale Voorzorg in het oorlogskabinet-Viviani.
Nadien was Bienvenu Martin geen minister meer. Hij bleef nog lid van de Senaat tot 1940 (toen het parlement door het Vichy-regime naar huis werd gestuurd), sinds 1924 als fractievoorzitter van de Gauche Démocratique. Van 1910 tot 1940 was hij ook voorzitter van de departementsraad van de Yonne. 